# ألان جويس

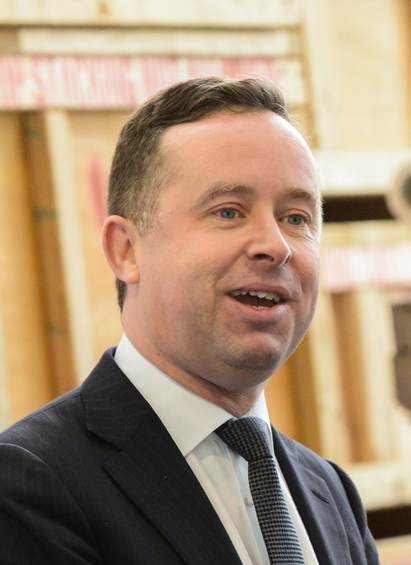
ألان جويس المدير التنفيذي لكانتاس.

ألان جوزيف جويس (بالإنجليزية: Alan Joseph Joyce) هو رجل أعمال إيرلندي من أصل أسترالي,ولد في 30 يونيو  1966,و هو المدير النتفيذي لشركة الطيران الأسترالية كانتاس.

## النشأة
ولد جويس ونشأ في تلا في ضواحي دبلن,من أم منظفة وأب يعمل في مصنع للتبغ,جويس وإخوته الثلاثة كلهم ارتدوا الجامعة.
ارتدى جويس معهد دبلن للتكنولوجيا وقد حصل على عدة شواهد تقدير وماستر في العلوم وهو شريك في الجامعة الملكية لعلوم الطيران

## حياته المهنية
عمل جويس في أير لينغس,الشركة الوطنية للطيران في أيرلندا,و في سنة 2000 إنضم لكانتاس.
ثم أصبح المدير التنفيذي لشركة كانتاس في 28 نونبر 2008.

## جوائز شرف
- الأسترالي جويس كإسم فاعل في مجال ريادة الأعمال سنة 2011.[5]
- جائزة شرف، لأكثر مدني شرفا في أستراليا في 2017.[6]

و هناك جوائز أخرى.

## حياته الشخصية
جويس هو شخص ذو ميول مثلية,إذ يعيش مع شريكه النيوزيلاندي في ضواحي صغيرة في سيدني منذ أن ارتبطا عام  1999